# Medal Sił Lądowych za Osiągnięcie
Medal Sił Lądowych za Osiągnięcie (ang. Army Achievement Medal) – jest przyznawany członkom sił zbrojnych USA jak również członkom zaprzyjaźnionych armii służących w rejonach nie objętych walkami po 1 sierpnia 1981 roku, którzy zasłużyli się wzorową służbą, ale przebieg ich służby nie uzasadniał nagrodzenia ich Medalem Pochwalnym.
Medal ten nie jest przyznawany wyższym oficerom. W roku 1980 narodził się pomysł ustanowienia tego medalu. 10 kwietnia 1981 Sekretarz Armii zaaprobował dekorowanie nim członków grupy ARCOST (Army Cohesion and Stability Study).

## Znani Polacy odznaczeni Army Achievement Medal
- Edward Gruszka